# ムスタファ・ゴルビッチ
ムスタファ・ゴルビッチ（Мустафа Голубић / Mustafa Golubić、1891年 - 1941年6月26日）は、セルビアのテロリスト、ソ連のスパイ。

## 経歴
トルコに500年以上支配されていたヘルツェゴビナのストラツ（Stolac）出身。サヴァ川に架かる橋の上から川に飛び込んだことから、ベオグラード中で有名となった。このことでゴルビッチは認められ、黒手組の指導者であるV.タンコシッチのセルビア人軍事組織（チェトニク）に入った。オーストリア・ハンガリーが1917年に作成した調査資料によれば、黒手組の最も活動的なメンバーの1人で、サラエヴォ暗殺事件にも関与したとされる。
第一次世界大戦勃発と共に、下士官としてセルビア軍に入隊。1915年4月14日、セルビア国王の使節団は参謀本部を通してセルビア人、クロアチア人、スロベニア人から成る義勇兵のセルビア軍派遣をトルケスタン軍管区司令官に要請した。1915年8月、宣伝のためにセルビア人将校ルシャン・セミズ、下士官のヨシフ・ミリチェヴィッチ、そしてゴルヴィッチがトルキスタンに到着した。義勇兵は少なく、321人に過ぎなかった。
この時からユーゴスラビア人中にゴルヴィッチの毀誉褒貶が始まった。ある者は、ゴルヴィッチが1915年にオフラーナに徴募され、1917年10月まで働いていたと示唆。またある者は、ゴルヴィッチがフリーメイソンと接触し、スイスのロッジにいたと主張している。
1920年からソ連の統合国家政治局（OGPU）とコミンテルンで働く。1938年にモスクワで記載されたアンケートでは、ゴルヴィッチが離婚し、12年以上も親族と会っていないと書かれていた。
ゴルヴィッチは、黒手組が疑いなく利益になることをモスクワに訴え、黒手組と関係があると再三主張した。このことはOGPUに否定的に見られていた。ゴルヴィッチはアレクサンドル・クテポフ将軍およびエフゲニー・ミレル将軍（ロシア全軍連合議長の誘拐、メキシコでのレフ・トロツキーの暗殺に関与したとされる。ゴルヴィッチは自分をソ連の将校とは考えず、いかなる階級も帯びなかったが、盟友への手紙の中ではある時は大佐、ある時は将軍であると書いていた。
故郷ではゴルヴィッチがヨシフ・スターリンの友人で、スターリンは「ヘルツェゴビナ・フローラ」を好み、ゴルヴィッチが故郷からタバコを送り届けているという噂が流れた。その他、イギリスの戦車を盗んだとか、女優のグレタ・ガルボと関係があるといった噂も流れた。実際、ゴルヴィッチはリオンでフランスの新型機の設計図を盗んだとされる。
1941年春、ゴルヴィッチは中央の指令により「ベオグラードの陰謀」を巡らし、盟友（黒手組）の助けでシモヴィッチ将軍を通してソ連との条約締結を提案し、3月クーデターの契機を作った。1941年3月27日のクーデターとソビエト・ユーゴスラビア条約は、ゴルヴィッチ最後の最大の成果となった。クーデター時、存在が自明の理となったため彼は逃亡しなかった。
1941年6月7日、ベオグラードにおいてゲシュタポに逮捕された。拷問の後、6月26日に銃殺。銃殺直前、歩くことも立つこともできず、椅子に縛り付けられていた。

## 参考資料
- «Черная рука» в Кремле[リンク切れ]「クレムリンの黒手組」、アガニョーク